# Bärbyleden

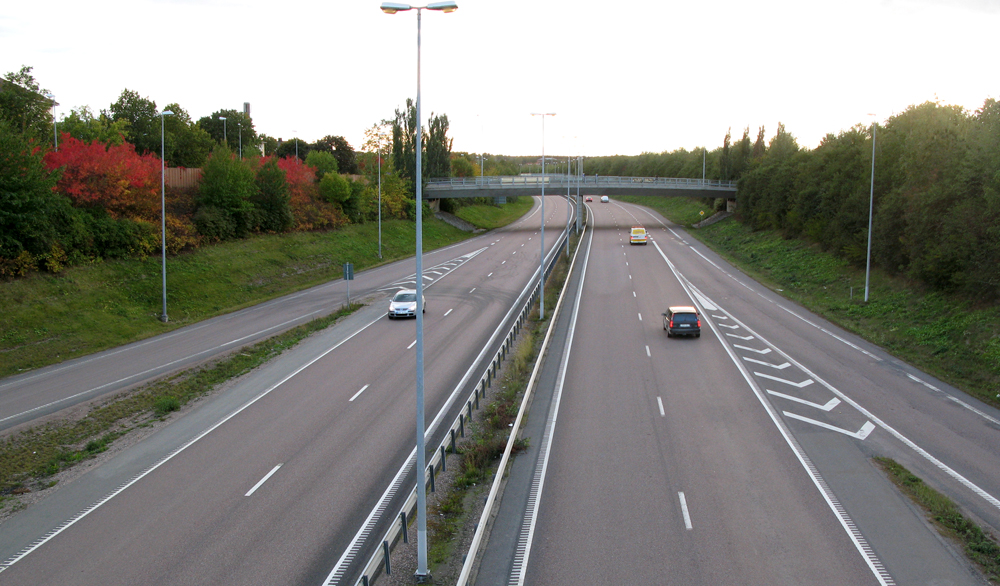
Bärbyleden etapp 2, sedd i sydvästlig riktning strax väster om Röborondellen.

Bärbyleden är en väg i norra Uppsala som binder ihop vägarna 55, 72 och 272 med dels Tycho Hedéns väg och dels E4. Bärbyleden byggdes ut i tre etapper, som stod klara 1971, 1995 respektive 2007. Vägen har fått sitt namn från Bärby hage i norra Uppsala.

## Etapp 1
Den första etappen mellan riksväg 55/72 och länsväg 272 invigdes 1971. Etapp 1 har en fil i varje riktning och försågs under början av 2000-talet med mitträcke. I mitten av 1990-talet byggdes den om där den ansluter till Enköpingsvägen och Luthagsesplanaden vid Berthåga. Bygget av etapp 1 minskade inte trafiken inne i Uppsala nämnvärt då genomfartstrafiken från Enköping och vidare till E4 oftast ändå använde Luthagsesplanaden. Avsaknaden av fortsättning från väg 272 till E4 gjorde att trafiken ändå behövde åka genom Librobäck och Svartbäcken. Därför användes oftast Luthagsesplanaden istället som hade högre standard än vägen genom Librobäck som var en liten smal gata.

## Etapp 2
Etapp 2 byggdes i början av 1990-talet och går mellan väg 272 och Röborondellen, där den mötte E4 fram till 2006. Vid Röborondellen korsas Svartbäcksgatan-Gävlevägen planskilt. Fyrisån korsas på Tunabergsbron. 
Bygget av etapp 2 blev kraftigt försenad på grund av många lokala protester och en opinion mot trafikleder i Uppsala. Debatten om var vägen skulle gå var även intensiv. De två alternativen var Bärbyled Nord och Bärbyled Syd. Kritiken mot alternativ syd var att det skulle gå rakt igenom ett koloniområde och även närmare bebyggelse än alternativ nord. Förespråkarna för alternativ syd hävdade å andra sidan av nordalternativet skulle bli mycket svårare att ansluta till en kommande ny E4 utanför staden. I början av nittiotalet tog så ett socialdemokratiskt kommunalråd det första spadtaget för bygget av Bärbyleden 2, alternativ nord. Efter valet 1991 fick de borgerliga partierna majoriteten i Uppsala kommun. De rev upp socialdemokraternas beslut och beslöt att i stället satsa på alternativ syd. Detta ledde till etapp 2 invigdes först 1995, 24 år efter etapp 1. I och med etapp 2 förflyttades stora delar av genomfartstrafiken från Luthagsesplanaden.
Tunabergsbron är inte öppningsbar och byggd helt i betong. Byggandet medförde problem eftersom gjutformarna inte höll, så att den halvfärdiga bron rasade ihop under bygget. Bron fick rivas och byggas upp igen.

## Etapp 3
Tredje och sista etappen av Bärbyleden invigdes 16 oktober 2007. Etapp 3 går från Röborondellen till nya E4 (trafikplats Bärbyleden). Den korta sträckan mellan E4 och Österleden öppnades i samband med att E4 förbi Uppsala öppnades i slutet av 2006 i samband med att motorvägen Uppsala–Björklinge öppnades.
Den första delen av etapp 3 var tidigare Tycho Hedéns väg och korsar Uppsalaåsen (Röboåsen), ursprungligen i öppet schakt. I samband med bygget av etapp 3 byggdes vägen delvis in i en tunnel, och åsen återställdes till sin ursprungliga form. Tycho Hedéns väg har nu sin norra ändpunkt vid en trafikplats öster om åsen.

## Vägstandard
Bärbyleden etapp 1 har ett körfält i varje riktning och är idag försedd med ett mitträcke. Etapp 2 och 3 har två körfält i vardera riktningen och är också mötesfri. Nästan hela Bärbyleden är fri från plankorsningar. Undantaget är vid Österleden nära E4, där vägen går i en cirkulationsplats. Bärbyleden etapp 1 har en standard som överensstämmer med motortrafikled, medan etapp 2 och 3 har standard som överensstämmer med motorväg. Vägen är trots detta inte skyltad som detta. Hastigheten på vägen är 90 km/timme, med undantag av en kort sträcka på gränsen mellan etapp 2 och 3 där hastigheten är nedsatt till 70 km/timme.